# Davy Walsh
Pour les articles homonymes, voir Walsh.
David Joseph Walsh, connu sous le nom de Davy Walsh ou Dave Walsh, né le 28 avril 1923 à Waterford et mort le  14 mars 2016, est un footballeur international irlandais qui a joué comme avant-centre pour Linfield et divers clubs anglais, notamment , West Bromwich Albion et Aston Villa. Il est un double international et a joué pour les deux équipes irlandaises - le FAI XI et l'IFA XI. En 1949, il fait partie de la sélection du FAI XI qui bat l'Angleterre 2 - 0 à Goodison Park, devenant ainsi la première équipe irlandaise à battre l'Angleterre à domicile.

## Biographie
Walsh fait ses débuts de footballeur à Waterford avant de rejoindre Limerick United en 1942.
En 1943, il joue pour Linfield, en Irlande du Nord. Walsh a marqué 122 buts en Irlande, dont 73 au cours de la saison 1945-1946 pour Linfield. Pendant son séjour à Linfield, il les a aidés à remporter la Coupe d'Irlande en 1945 et un doublé Ligue régionale du Nord / Coupe d'Irlande en 1946,.

### Ligue anglaise
En mai 1946, Walsh rejoint West Bromwich Albion puis en décembre 1950, Aston Villa et enfin Walsall en juillet 1955 pour une saison. Il rejoint ensuite Worcester City et il prend sa retraite en tant que joueur en mai 1957.

## International irlandais
Lorsque Walsh commence sa carrière internationale en 1946, deux équipes irlandaises, l'une de  l'IFA basée en Irlande du Nord et la seconde de la FAI en république d'Irlande, revendiquent la sélection de joueurs sur l'ensemble de l'île. Aussi plusieurs joueurs irlandais de cette époque, notamment Walsh, ont joué pour les deux équipes.

### IFA
Entre 1946 et 1950, Walsh est sélectionné 11 fois et a marque sept buts pour l'IFA XI.
Walsh a fait sa dernière apparition pour l'IFA XI lors d'un match nul 0-0 avec le pays de Galles le 8 mars 1950. En plus de faire partie du championnat britannique de 1950, le match sert de qualification pour la Coupe du monde de football de 1950. Walsh, avec Con Martin, Reg Ryan et Tom Aherne, était l'un des quatre joueurs de la république d'Irlande, sélectionné dans l'équipe de l'IFA ce jour-là et, par conséquent, il a joué pour deux associations différentes dans le même tournoi de la Coupe du Monde de la FIFA. Cette situation a finalement conduit à l'intervention de la FIFA et, par conséquent, Walsh est l'un des quatre derniers joueurs nés en République à jouer pour l'IFA XI,,,.

### FAI
Entre 1946 et 1953, Walsh est sélectionné 20 fois et marque cinq buts pour le FAI. Le 2 juin 1949, il marque son troisième but lors d'une défaite 3-1 contre la Suède, lors d'un match de qualification pour la Coupe du monde de football 1950. Il marque son dernier but pour le FAI contre la France le 4 octobre 1953 et a fait sa dernière apparition le 25 novembre 1953 lors d'une défaite 1-0 contre la même équipe. Ces deux matchs étaient qualificatifs pour la Coupe du Monde de la FIFA 1954,.
Après avoir pris sa retraite en tant que joueur, Walsh est propriétaire d'un commerce à Droitwich puis il dirige des maisons de vacances à Thurlestone et Kingsbridge dans le Devon. En juin 2003, Walsh et d'autres footballeurs notables de Waterford tels que Paddy Coad, Alfie Hale, Peter Thomas, Jim Beglin et John O'Shea, sont honorés par le conseil municipal de la ville et reçoivent un vase en cristal de Waterford. Il meurt en 2016.